# Jan Baptist Kühnl
Jan Baptist Kühnl (16. září 1849 Praha-Staré Město – 23. října 1904 Královské Vinohrady) byl český pedagog, spisovatel, dramatik, překladatel a nakladatel divadelních her, pseudonym Robert Veselý.

## Životopis
Narodil se v rodině Georga Kühnla (1816–1878) a Anny Tawik (1819–1892). Měl bratra Antona (1851). Oženil se 18. června 1879 s Marií Čápovou (1854), se kterou měli tři děti Helenu (1877), Alfreda (1879) a Marii Louisu (1891).
V Praze vystudoval Jan gymnázium a na Filozofické fakultě Univerzity Karlovy filologii. Poté působil jako vychovatel v Haliči (1870–1871), v Rusku (1872–1873), v Uhrách a ve Francii. Od 1875 učil na několika pražských veřejných i soukromých ústavech a zabýval se divadelním jednatelstvím (pro předměstská a ochotnická divadla). Psal, překládal a upravoval divadelní hry převážně pro letní divadla, předměstské scény (Urania) a ochotnické soubory, byl též autorem dramatizací významných románů.
Byl jedním z prvních plagiátorů v dějinách české literatury. Napsal a uvedl v roce 1899 neautorizovanou divadelní adaptaci románu Aloise Jiráska Psohlavci. V témže roce vyhrál Jirásek soudní řízení proti nelegální inscenaci podle císařského zákona č. 197/1895 o ochraně autorských práv k literárním, uměleckým a fotografickým dílům.
Podle Ottova slovníku naučného napsal řadu humoresek do různých časopisů. Podle Frabše napsal Mluvnici jazyka anglického (1895).

## Dílo

### Napsal
- Teta v ohni: veselohra o jednom dějství – Praha: vlastním nákladem, 1885
- Čupr na námluvách aneb kostym africké prinzezny: fraška o jednom dějství – Praha: Mamert Knapp — Čupr na námluvách: fraška o jednom dějství – dle starší látky napsal. Praha: M. Knapp, 1888 — Čupr na námluvách aneb Zámecké schody a Nerudova ulice: fraška – dle starší látky napsal. Praha: M. Knapp, 1906
- Následky dostaveníčka: veselohra o třech jednáních – dle B. K. Praha: v. n. 1898
- Trebizonda v třetím poschodí: fraška o třech jednáních – dle francouzského volně zpracoval. Praha: M. Knapp, 1896/1897
- Praha je Praha: žert o čtyřech jednáních – dle Oskara Blumenthala a Gustava Kadelburga volně zpracoval. Praha: M. Knapp, 1892
- Překvapení: žert o jednom jednání – dle francouzského. Praha: M. Knapp, 1896
- Svůdná dívka: fraška o čtyřech jednáních – dle M. G. zpracoval. Praha: M. Knapp, 1898
- Jan Sladký Kozina: Psohlavci]: historický obraz o 6 dějstvích – dle českých dějin. Praha: v. n., 1901
- Esperanto, aneb, Nervosní muži: fraška o 3 jednáních – Vinohrady: s. n.,1901
- Slovutná paní: Veselohra o 3 jednáních – dle Š. K. Praha: v. n., 1901–1925
- Papageno v almaře: fraška o 4 jednáních – dle R. K. volně zpracoval. Praha: v. n., 1903?
- Tereza Raquinová: drama o 4 jednáních – dle románu E. Zoly upravil. Praha: v. n., 1903?
- To jsem sám rád! Veselohra o 3. jednáních: (pokračování veselohry "U bílého koníčka") – dle O. Blumenthala a G. Kadelburga; upravil. Praha: v. n., 1903?
- Chudá holka: fraška se zpěvy a tanci o 5 dějstvích – Praha: v. n., 1904
- Bratři Sokolové: [Dítě lásky]: veselohra o 3 jednáních – dle C. L. volně zpracoval. Vinohrady: v. n., 1904
- Povedený Ferda: fraška o 1 jednání – Praha: v. n., 1906
- Malý lord: obraz ze života o 3 jednáních – dle anglického románu Mrs. H. Burnettové. Praha-Karlín: M. Knapp, 1906
- Rodinný ďábel: veselohra [fraška] o 4 jednáních – Praha: v. n.,1911

### Přeložil
- U bílého koníčka: veselohra o 3 jednáních – O. Blumenthal. Vinohrady: s. n.
- Naše ženy: veselohra v pěti jednáních – Gustav Moser a Franz Schönthan; autorizovaný překlad. Praha: Jaroslav Pospíšil, 1882
- Fedora: drama o čtyřech jednáních – Victorien Sardou; přeložil a pro divadla ochotnická upravil. Praha: Jos. R. Vilímek, 1883
- Půjč mi svou ženu!: fraška ve dvou jednáních – Maurice Desvallières; z francouzštiny. Praha: Jos. R. Vilímek, 1884
- Pařížský román: drama v pěti jednáních – Octave Feuillet; přeložil a pro divadla ochotnická upravil. Praha: v. n., 1884
- Majitel hutí: drama o 4 dějstvích – Georges Ohnet; z francouzštiny. Praha: Josef Srp, 1885
- Poslední vůle Césara Girodota: komedie o 3 dějstvích – Adolphe Belot a Edmond Villetard; z francouzštiny. Praha: M. Knapp, 1886
- Arthurova lesť: fraška ve třech dějstvích – Henri Charles Chivot a Henri Alfred Duru. Praha: M. Knapp, 1887
- Tajný kabinet: veselohra o třech jednáních – dle francouzského. Praha: M. Knapp, 1887 — Pikantní soboty paní Pommerardové aneb Tajný kabinet: veselohra o třech jednáních – dle francouzského. Praha-Karlín: M. Knapp, 1914
- Není Durand jako Durand: fraška o třech jednáních – Albin Valabrègue a Maurice Ordonneau; z francouzšttiny. Praha: M. Knapp, 1888
- Zlodějka dětí: drama v 5 jednáních a 8 obrazích – Eugène Grangé a Lambert-Thiboust. Praha: M. Knapp, 1895
- Vojenská krev: veselohra o třech jednáních – Eugene Marin Labiche a Edv. Martin. Praha: M. Knapp, 1890
- Blázinec na cestách: fraška o třech jednáních – Carl Laufs; z němčiny. Praha: M. Knapp, 1892
- Tři klobouky: veselohra o 1 jednání – Paul Siraudin. Praha: M. Knapp, 1890
- Myška: veselohra o třech jednáních – Édouard Pailleron; z francouzšttiny. Praha: M. Knapp, 1891
- Sedlák kavalír: drama v jednom jednání – Giovanni Verga; z vlaštiny. Praha: M. Knapp, 1891?
- Husarská láska: veselohra o dvou jednáních – Karel Murai, z maďarštiny. Praha: M. Knapp, 1892
- Velký Galeotto: drama o čtyřech jednáních – José Echegaray. Praha: M. Knapp, 1892
- Krasojezdkyně: veselohra o jednom jednání – Emil Pohl, z němčiny. Praha: I. L. Kober, 1894
- Domov: drama o čtyřech dějstvích – Hermann Sudermann, z němčiny. Praha: I. L. Kober, 1894
- Bezectní: činohra o třech dějstvích – Gerolamo Rovetta, z italštiny. Praha: M. Knapp, 1895
- Charleyova teta: studentská komedie o 3 jednáních: (Charley’s aunt) – Brandon Thomas: z angličtiny. Vinohrady: v. n., 1900?

### Jiné
- V zajetí: veselohra o třech jednáních – O. Blumenthal; zpracoval. Praha: s. n.
- Hloupý August: veselohra o 1 jednání – Gustav Kadelburg; upravil. Praha: vlastním nákladem
- Ztracený ráj: obraz ze života dělnického o 3 jednáních – Ludwig Fulda; upravil. Praha: v. n.
- Tvrdohlavci = Les rantzau: činohra ve 4 jednáních – Émile Erckmann a Alexandre Chatrian; upravil. Praha: Jos. R. Vilímek, 1883
- Perla: komedie o 3 jednáních – Henri Crisafulli a Henri Bocage; volně vzdělal. Praha: s. n., 1884
- Jaromír Kvítek: veselohra v pěti jednáních – F. Schönthan; upravil Praha: Jos. R. Vilímek, 1884
- Naše děvčata: veselohra ve čtyřech dějstvích – Julius Rosen; upravil. Praha: 1885
- Únos Sabinek: veselohra ve čtyřech jednáních – Franz a Paul Schönthan; upravil. Praha: Jos. R. Vilímek, 1885
- Ona něco ví: fraška o čtyřech jednáních – Rudolf Kneisl; volně zpracoval. Praha: M. Knapp, 1887
- Manžel v base: fraška o čtyřech jednáních – Harry Gibbon; volně zpracoval. Praha: M. Knapp, 1888
- Bodří venkované: veselohra v pěti jednáních – V. Sardou; upravil. Praha: M. Knapp, 1888
- Překvapení z rozvodu: fraška o třech jednáních – Alexandre Bisson; sepsal. Praha: M. Knapp, 1892
- Následky prvního manželství: fraška o jednom dějství – E. M. Labiche a Marc Michel; upravil. Praha: M. Knapp, 1890
- Dva šťastné dny: veselohra o čtyřech jednáních – F. Schönthan a G. Kadelburg; upravil. Praha: M. Knapp, 1893
- Zlaté rybky: veselohra o čtyřech jednáních – od F. Schönthan; upravil. Praha: M. Knapp, 1890
- Uhlíři: fraška o jednom jednání – Philippe Gille; upravil. Praha: M. Knapp, 1891
- Paragraf 330: fraška o třech jednáních – Arthur David Millaud a E. Najac; zpracoval. Praha: M. Knapp, 1892
- Zlatý pavouk: veselohra o čtyřech jednáních – F. S.; upravil. Praha: M. Knapp, 1896
- Můj papínek: veselohra o jednom jednání – J. T.; upravil. Praha: M. Knapp, 1896/1897
- Slib za pecí: komická operetka o 2 obrazech – dle starší hry volně zpracoval a hudbu dle alpských národních písní upravil. Praha: M. Knapp, 1901–1925

### Další práce, které napsal/upravil a vydal vlastním nákladem v letech 1875–1904
Adam a Eva. Adriena Lecouvrerová. Anděl smrti. Bídníci. Bohema. Bojar a cikánka. Bujná krev. Cesta k srdci. Cestou trnitou. Cikánská baronka. Červený talár. Čest. Ďáblovy pilulky. Denisa. Desdemonin šáteček. Dobrou noc, pane Pantalone. Drama v ulici de la Paix. Druhá tvář. Dva různé erby. Dvě matky. Elektra. Farinelli. Fernarda. Ferréol. Figarova svatba. Fousek a Markytka. Francilonn. Frou – frou. Georgeta. Godin a jeho dcery. Hastroš. Hlídal svou ženu. Hraběnka Lára. Chansonetta. Charleyovo dítě. Jakub Kubata. Její zlatoušek. Kachna o třech zobácích. Kaviár. Kean. Kníže Panin. Komedianti. Komtesa Kukuč. Konec vše napraví. Kozácká krev. Král Kandaule. Králův gardista. Krásná Simonetta. Kurátor marnotratníků. Kurýr Lyonský. Lehká Markýza. Lili. Madam Sans-Gene. Malá Doritka. Malý krokodýl. Manželův zástupce. Marie a Noemi. Mikado. Milín – Bilín. Milostpánova komorná. Modrá jeskyně. Mučednice. Můj Vojtíšek. Muž v haveloku. Nana. Nana a její dcera. Naše maminka. Naše sousedky. Nevěřící Tomáš. Niniche. O milion. Odetta. Oficielní žena. Ohříváček. Olivetta. Padlí andělé. Pan Náci. Pan podprefekt. Pan senátor. Paní Caverletová. Paní doktorka. Paní ředitelka Švehlová. Pekla zplozenci. Pět sester Barisonových. Plukovník Pemperton. Pod pantoflem. Pomsta milenky. Poslanec v sukni. Pražští šviháci. Princ Motýlek. Princ Orlovský. Propast lásky. Přítel žen. Pytláci. Rip-Rip. Rusalka. Savojský dudák. Slavný hrdina. Slečna svatoušek. Sňatek z polosvěta. Srdcová dáma. Staré škatule. Staří hříšníci. Strýček ferina. Svatba reservistova. Šlechtic a dělník. Štěstí v koutku. Theodora. Trilby. Trumpetr z Kecinků. Tři ženy na jednoho muže. V doupěti lva. V srdci Chicaga. V tenatech lásky. Velký cizinec. Velký mogal. Vesnický farář. Vlastizrádce. Volební agitátor. Vydlužená rodina. Výhra v pekle. Zbloudilá ovečka. Zemětřesení. Zvon reklamy. Žalář londýnský. Žebravý student. Žena dvou mužů. Ženy a milenky.